# 赵阿哥昌
赵阿哥昌，金朝、蒙古帝国官员。
《元史》称他为“土波思乌思藏掇族氏”人。先辈归附宋朝，赐姓赵，世居临洮（今甘肃岷县）。根据宋代文献，北宋时河湟吐蕃首领附宋且赐姓赵的人物，是唃厮啰之孙木征等兄弟六人。赵阿哥昌应为唃厮啰后人。他的父亲巴命，“富甲诸羌”。赵阿哥昌相貌雄伟，力气过人。金朝控制临洮时，他率部归附。金宣宗贞祐年间，以军功官至熙河节度使。金朝灭亡后，率众退保莲花山，后来举部归附蒙古，被驻守凉州（今甘肃武威市）的蒙古皇子闊端任命为叠州安抚使。当时战火遍及河西陇右，百姓逃匿山中，城中没有居民。赵阿哥昌每至一地，首先招抚逃亡百姓回归故里，妥善安置农桑事宜，筑堡立垒以自保。八十岁去世，其子赵阿哥潘。